# Бюэ, Осе
Осе Сюннёве Бюэ (норв. Aase Synnøve Bye; 4 июня 1904 года, Кристиания, Норвегия — 10 июля 1991 года, Осло, Норвегия) — норвежская актриса театра, оперетты и кино.

## Биография
Бюэ родилась в Кристиании в семье торговца Андерса Бюэ (1874—1918) и Астрид Хансен (1879—1920). В доме находился магазин отца, торговавшего трикотажем и тканями, а также квартиры семьи Бюэ и их соседей, многие из которых были связаны с Национальным театром, что во многом предопределило дальнейшую судьбу Осе. В 9 лет она впервые участвовала в театральной постановке — в роли самого маленького из семи гномов в сказке про Белоснежку. Учёба в школе тяготила девочку, и она с трудом сдала выпускной экзамен. В 16 лет после смерти матери Осе осталась сиротой и жила у своей тётки Марии («Майи»), у которой не было детей и которая руководила швейной мастерской при Национальном театре. Вскоре Осе была принята в театр в качестве ученика и статиста. Её талант был замечен директором Бьёрном Бьёрнсоном, и Бюэ по-настоящему стала актрисой.
Её сценический дебют состоялся в Национальном театре 2 ноября 1923 года, и Бюэ сотрудничала с театром на протяжении 50 лет. Её первой ролью была Сольвейг в хрестоматийной драме Хенрика Ибсена «Пер Гюнт», где она не только сыграла главную роль, но и исполнила знаменитую песню главной героини, обычно звучавшую из-за кулис в исполнении оперных певиц. И публика, и капельмейстер Юхан Халворсен были потрясены. Дебют оказался настолько успешным, что Бюэ получила поощрительную премию в размере 200 крон, что по тем временам было немалой суммой. Впоследствии она сыграла и в других постановках драм Ибсена — «Юн Габриэль Боркман» и «Когда мы, мёртвые, пробуждаемся», а также в телевизионной постановке по мотивам пьесы «Фру Ингер из Эстрота». Эта роль стала одной из её последних — в 1974 году она завершила артистическую карьеру. Всего на её счету более ста ролей в спектаклях по пьесам как норвежских, так и зарубежных драматургов («Укрощение строптивой» Шекспира, «Тартюф» Мольера, «Школа злословия» Р. Шеридана, «Пигмалион» Б. Шоу и др.) Особенно она любила играть в постановках Б. Бьёрнсона («Банкрот», «Когда цветёт молодое вино» и др.)
В 1920 — начале 1930-х гг. она также снялась в ряде фильмов, ставших рубежными для норвежского кинематографа — «Свадебное шествие в Хардангере» (Brudeferden i Hardanger, 1926) и «Кристине Валдресдаттер» (Kristine Valdresdatter, 1930) Расмуса Брестейна, а также в первом норвежском звуковом фильме «Большие крестины» (Den store barnedåpen, 1931) Танкреда Ибсена. Если первые два стали символами эпохи «национальной романтики» в норвежском кино, то «Большие крестины» считаются первой значительной реалистической драмой в кинематографе Норвегии.
Бюэ обладала превосходной дикцией и активно сотрудничала с NRK в качестве чтеца, некоторые из её выступлений были изданы на грампластинках.
Актриса трижды была замужен. Первый брак с врачом Карлом Кристианом Кристенсеном длился всего два года (1927-29), после чего Бюэ сочеталась браком с судовым маклером Яном Куртом Дедиксеном, внуком известного литературного критика Эдварда Брандеса. Её второй супруг скончался в 1935 году. Третий брак с издателем Трюгве Якобом Броком Хоффом оказался самым долговечным (1948—1982), и Бюэ пережила супруга на 9 лет. Она завещала всё своё имущество и состояние «Фонду Осе Бюэ для поддержки заслуженных деятелей искусства» (Aase Byes legat til støtte for fortjente kunstnere).

## Фильмография

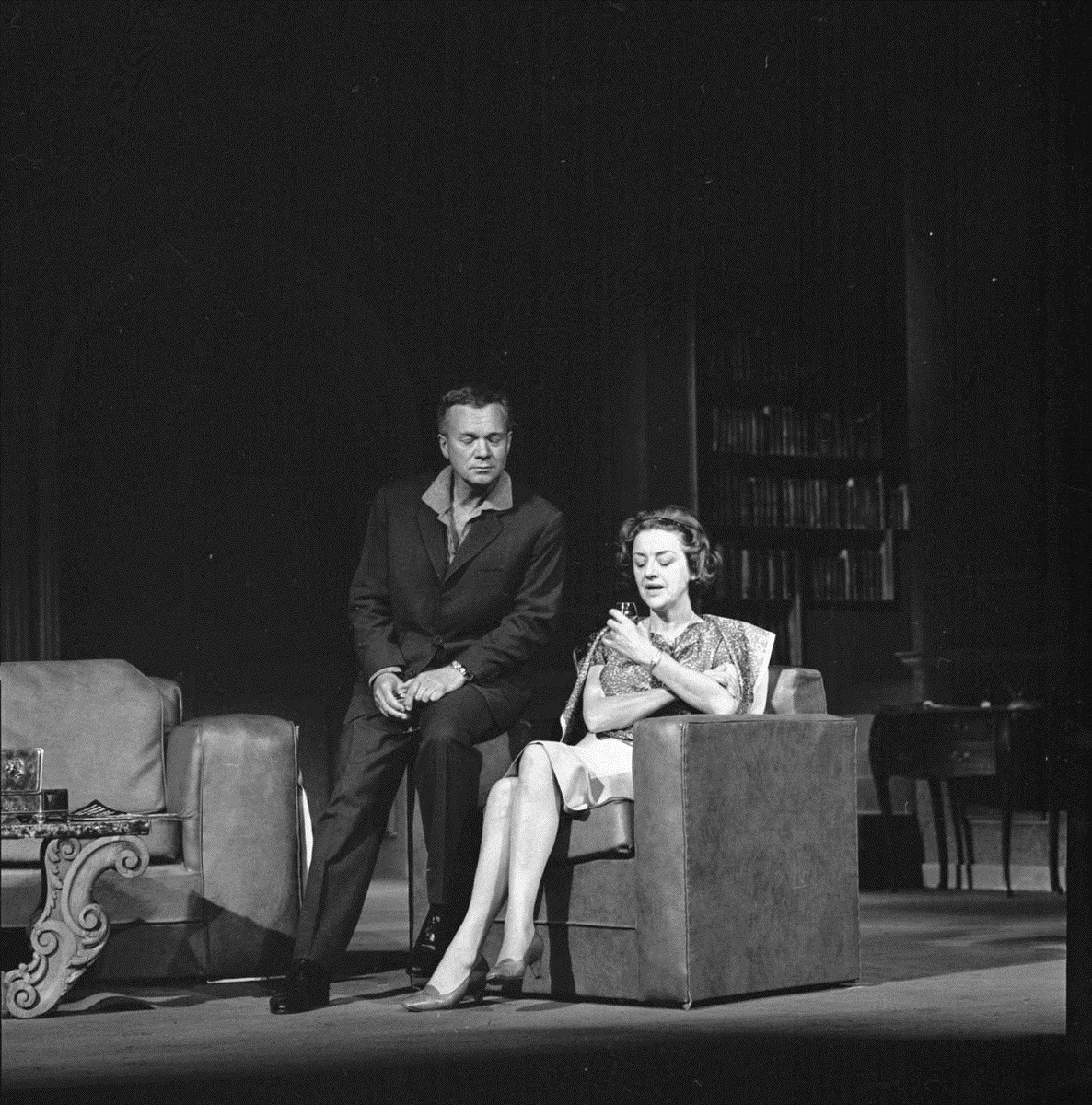
Осе Бюэ и Йёрн Ординг во время спектакля «Balansegang» в Национальном Норвежском театре (1967 год)

| Год  |   | Русское название               | Оригинальное название     | Роль                          |
| ---- | - | ------------------------------ | ------------------------- | ----------------------------- |
| 1925 | ф | Fager er lien                  | Fager er lien             | Aase Nordhaug                 |
| 1926 | ф | Свадебное шествие в Хардангере | Brudeferden i Hardanger   | Marit Skjølte (young)         |
| 1930 | ф | Кристине Валдресдаттер         | Kristine Valdresdatter    | Kristine                      |
| 1931 | ф | Большие крестины               | Den store barnedåpen      | Alvilde                       |
| 1934 | ф | En stille flirt                | En stille flirt           | Diddi Garbel - revyprimadonna |
| 1944 | ф | Kommer du, Elsa?               | Kommer du, Elsa?          | Elsa Rieber                   |
| 1961 | ф | Фру Ингер из Эстрота           | Fru Inger til Østråt (TV) | Inger Gyldenløve              |
| 1972 | ф | Дом                            | Home                      | Kathleen                      |

## Награды и признание
- Лауреат театральной премии Ассоциации норвежских критиков (1949)
- Командор ордена Святого Олафа (1972)